# Zach Galifianakis
Zach Galifianakis (udtales GAL-if-ia-NAK-ISS), (født 1. oktober 1969 i Wilkesboro, North Carolina i USA) er en amerikansk komiker og skuespiller, bedst kendt for sin rolle som Alan Garner i den Golden-globe vindende komediefilm The Hangover (dansk: Tømmermænd i Vegas) fra 2009. Før Galifianakis medvirkede i Hangover , var han bedst kendt som stand-up komiker med en meget utraditionel stil, hvor han fortæller jokes, mens han spiller klaver. Han har også haft en lille rolle som "Dave the Bear" i What happens in Vegas.

## Liv og karriere
Zach blev født i Wilkesboro, North Carolina, hvor han studerede på Wilkes Central High School og senere på North Carolina State University. Hans mor Mary Frances drev en kommunal modtagelse for kunst og hans far arbejdede i oliebranchen og var udvandret fra Grækenland.
Hans karriere som skuespiller og komiker startede i midten af 1990'erne, hvor han blandt andet medvirkede i sitcommen Boston Common. 
Efter Hangovers udgivelse blev Galifianakis tydeligt annonceret i de efterfølgende film, hvor han spillede betydelige biroller. Disse omfattede G-Force, Youth in Revolt, og den Oscar-nominerede film Up in the Air.
 Dette afsnit eller denne liste er kun påbegyndt. Hvis du ved mere om emnet, kan du hjælpe Wikipedia ved at tilføje mere.

## Udvalgt filmografi

### Film
- The Lego Batman Movie (2017, stemme)
- Birdman (2014)
- Tømmermænd i Thailand (2011)
- Due Date (2010)
- It's Kind of a Funny Story (2010)
- Youth in Revolt (2009)
- Up in the Air (2009)
- G-Force (2009)
- Tømmermænd i Vegas (2009)
- Gigantic (2008)
- Visioneers (2008)
- Til jackpot os skiller (2008)
- Into the Wild (2007)
- Zach & Avery of Fergus (2004)
- Stella Shorts 1998-2002 (2002, kortfilm)
- Below (2002)
- Out Cold (2001)
- Corky Romano (2001)
- Bubble Boy (2001)
- Heartbreakers (2001)
- Flushed (1999)
- The King and Me (1999)

### Tv-serier
- Boston Common (1996–97, 5 afsnit)
- Tru Calling (2003–05, 27 afsnit)
- Bored to Death (2009–11, 24 afsnit)